# Marsal (Moselle)

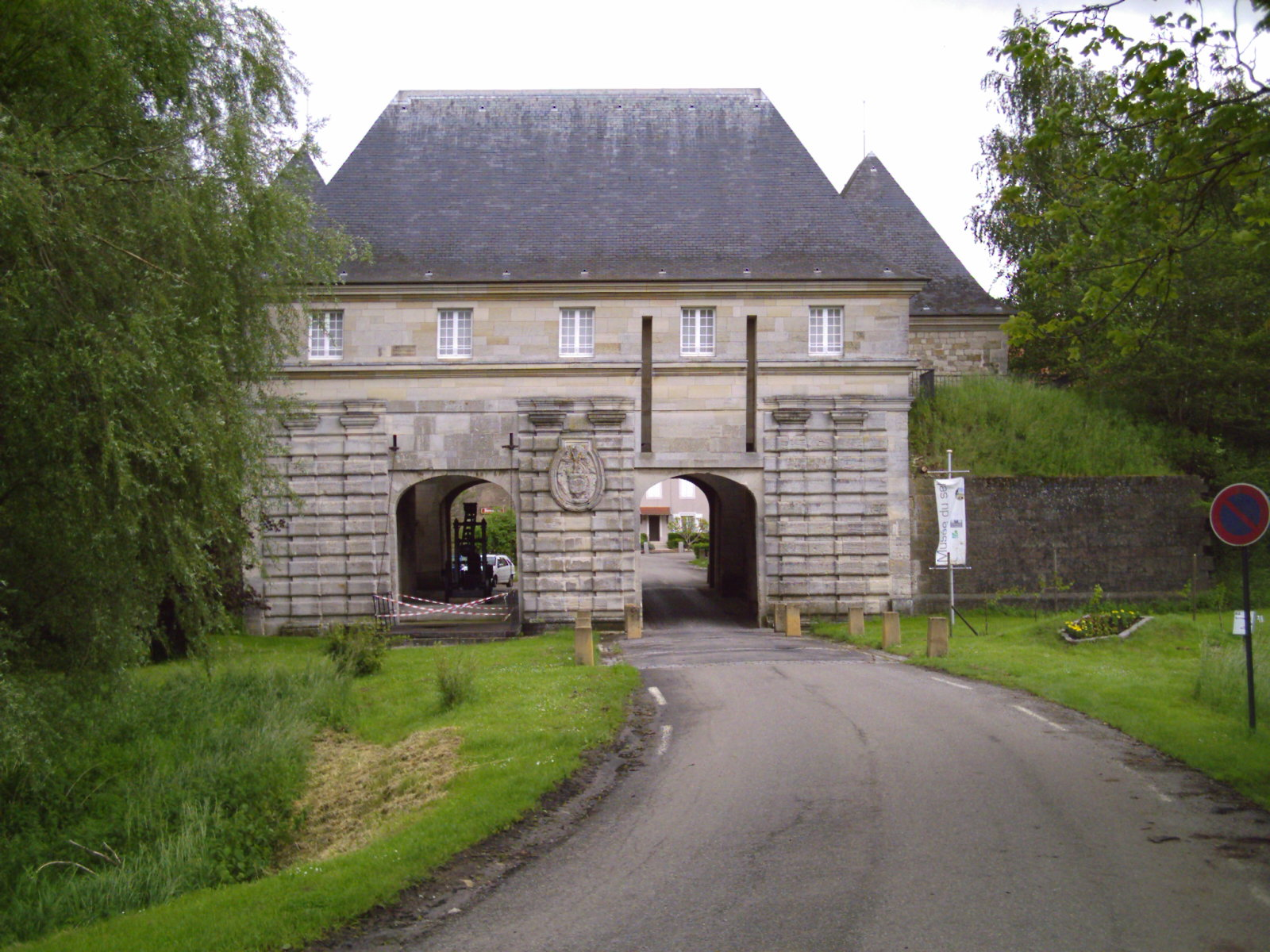
Stadttor Porte de France

Marsal ist eine französische Gemeinde mit 234 Einwohnern (Stand 1. Januar 2022) im Département Moselle in der Region Grand Est (bis 2015 Lothringen). Sie gehört zum Arrondissement Sarrebourg-Château-Salins, zum Kanton Le Saulnois und zum Kommunalverband Saulnois.

## Geographie
Der Ort liegt in Lothringen im Saulnois (Salzgau) im Tal der Seille im Becken von Dieuze (deutsch Duß), acht Kilometer südöstlich von Château-Salins und vier Kilometer östlich von Moyenvic.
Die Gemeinde liegt im Regionalen Naturpark Lothringen. An der westlichen Gemeindegrenze verläuft das Flüsschen Nard, das zum Canal de Flottage des Salines ausgebaut wurde und hier in die Seille einmündet.
Zu Marsal gehören die Einzelsiedlungen Bourrache (dt. Burrach), Maison Blanche (dt. Weißhaus) und Villers-Bettnach ferme (dt. Bettnacherhof).

## Geschichte
Bewohner Marsals erscheinen erstmals 44 n. Chr. in einer nach Kaiser Claudius datierten Inschrift als Vicani Marosallenses. Im Jahr 709 hatte die Abtei Saint-Mihiel hier Güter und eine Saline. 871 bekam auch das Kloster Neumünster hier Besitz 1130 war das Stift St. Sauveur in Metz und dann die Abtei St. Vincent hier in Marsal begütert, das 1259 an das Hochstift Metz kam. Weitere ältere Ortsbezeichnungen sind überliefert als Marsallo vico, Marsalli, Marsallum (709), patella salis in Marsalla villa (763), Marsella (896), Maresalis (1179), Villa de Marsal (1191), Mersa (1195), Marsan (1284), Salinae de Marceallo (1296), Marcellum (1326), Marsalz (1353) und Marsault (1363).

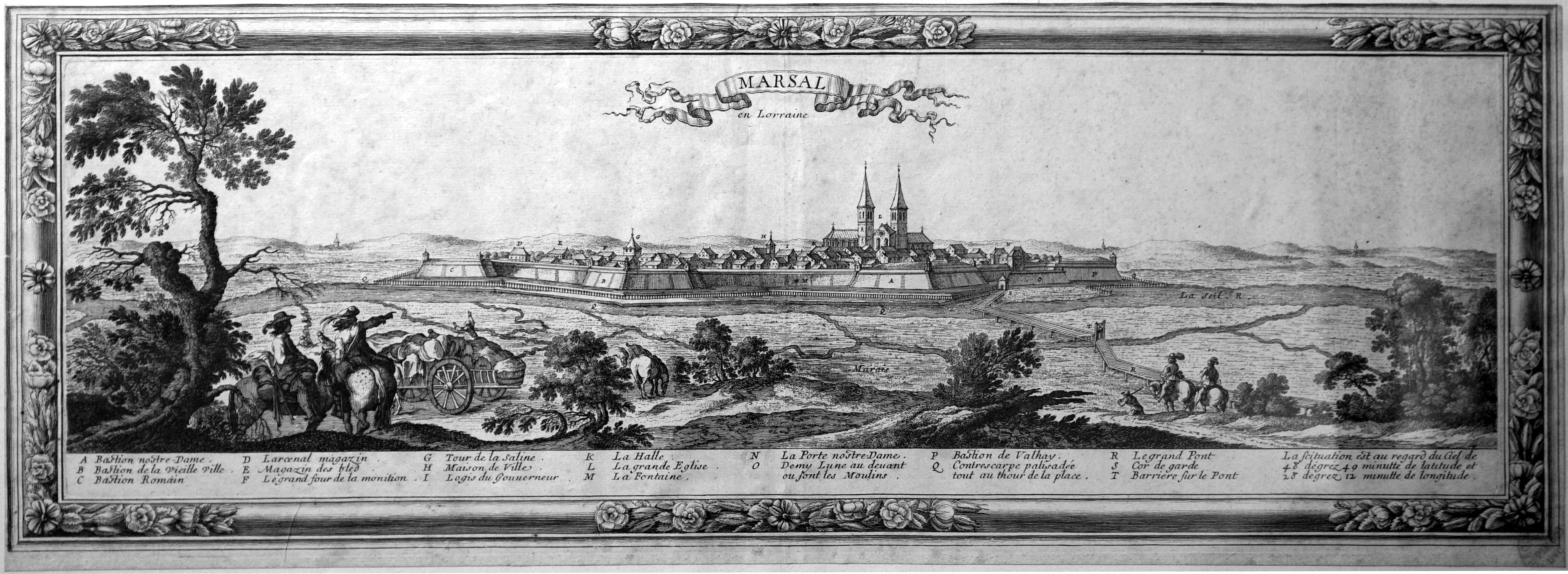
Marsal im 17. Jh

Von frühester Zeit an war hier die Salzgewinnung von Bedeutung. Hinzu kommt die seit der Merowingerzeit bezeugte Münzprägung. Im Hochmittelalter bestand ein Kloster. 1005 schenkte Bischof Adalbero von Metz die Kirche den Benediktinerinnen von Neumünster bei Ottweiler, 1222 wurde das Kloster in ein Kollegiatstift umgewandelt (1763 aufgehoben). Im 13. Jahrhundert wurde Marsal erstmals befestigt. Bis zum Ende des 14. Jahrhunderts war die Bevölkerung von Marsal deutschsprachig; danach hielt das Französische respektive Lothringer Patois Einzug. 1593 fiel der Ort an das Herzogtum Lothringen, 1663 wurde er von Frankreich in Besitz genommen. Daraufhin ließ Ludwig XIV. durch Vauban eine moderne Festungsanlage errichten. In der Folgezeit verlor der Ort an Bedeutung.
Im Deutsch-Französischen Krieg (1870–1871) wurde die Festung am 14. August 1870 vom II. Bayerischen Armee-Korps unter General Jakob Ritter von Hartmann nach kurzer Beschießung eingenommen.
Nach dem Frieden von Frankfurt vom 10. Mai 1871 wurde die Befestigung geschleift.
Nach dem Ersten Weltkrieg musste die Region aufgrund der Bestimmungen des Versailler Vertrags an Frankreich abgetreten werden. Von 1940 bis 1944 gehörte die Region zum CdZ-Gebiet Lothringen.
In den Jahren von 1915 bis 1919 und von 1940 bis 1944 trug der Ort den deutschen Namen Salzmar.

### Sibylla von Marsal
Im 13. Jahrhundert soll eine Hexe Sibylla in Marsal gelebt haben. Richer von Senones schreibt über sie in seinem Werk Gesta Senoniensis Ecclesiae.

### Bevölkerungsentwicklung
| Jahr      | 1962 | 1968 | 1975 | 1982 | 1990 | 1999 | 2007 | 2019 |
| Einwohner | 318  | 301  | 287  | 280  | 284  | 289  | 285  | 257  |

## Kultur und Sehenswürdigkeiten
Die Briquetage de la Seille (Ziegelwerk der Seille) ist eine archäologische Fundstelle aus der Eisenzeit, die bis ins 1. Jahrhundert hinein genutzt wurde. Die dort hergestellten Keramikgefäße wurden zur Salzgewinnung genutzt. Sie liegt an der Seille und erstreckt sich über das Gemeindegebiet von Marsal, Moyenvic und Vic-sur-Seille. Das Gelände wurde 1930 als Monument historique (historisches Denkmal) klassifiziert.

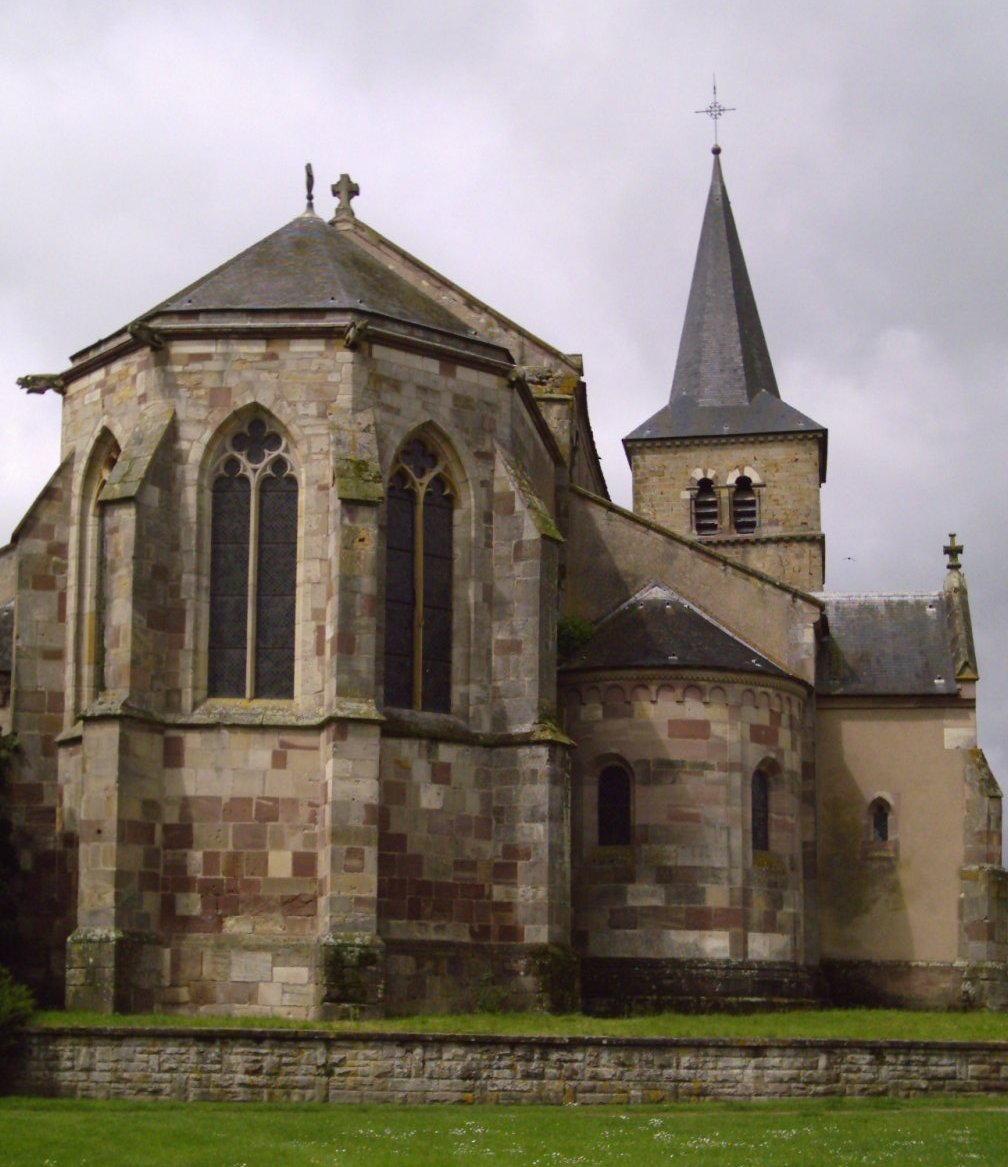
Ostchor der Kirche Saint-Léger

### Museum
- Salzmuseum (Musée départemental du sel) im Obergeschoss des Stadttors (La Porte de France)[9]

### Bauwerke
- Stadttor La Porte de France
- Stadtbefestigung
- Kirche Saint-Léger (Sankt Leodegar, ab 12. Jahrhundert)
- Kasernen
- Arsenal

#### Festung
Trotz der Schleifung hat sich die Vauban'sche Festungsanlage in eindrucksvollen Resten mit sternförmigen Schanzen und Wällen nebst Vorwerken erhalten. In den Festungsgräben lassen sich heute noch die salzhaltigen Quellen ausmachen.

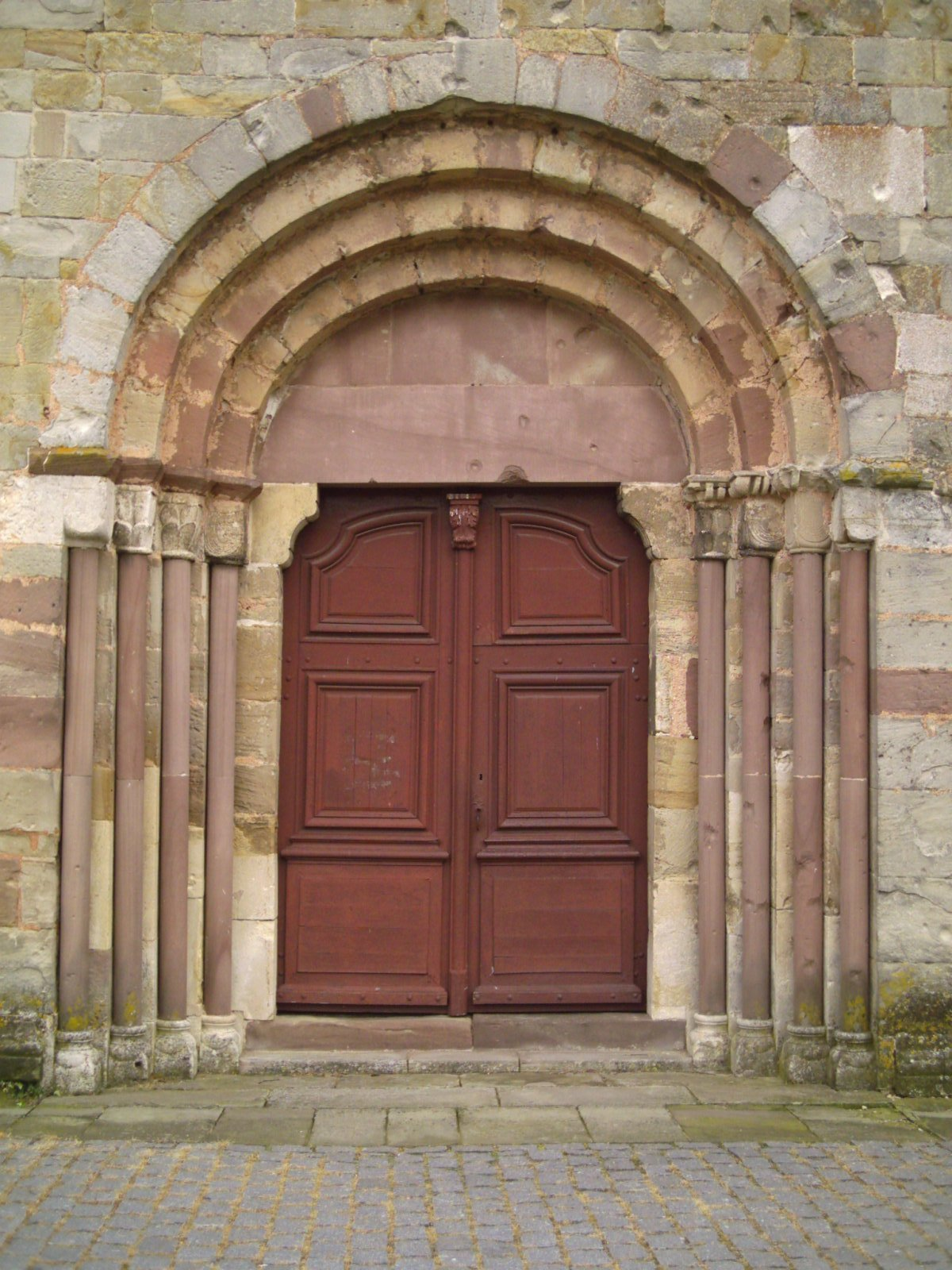
Kirchenportal
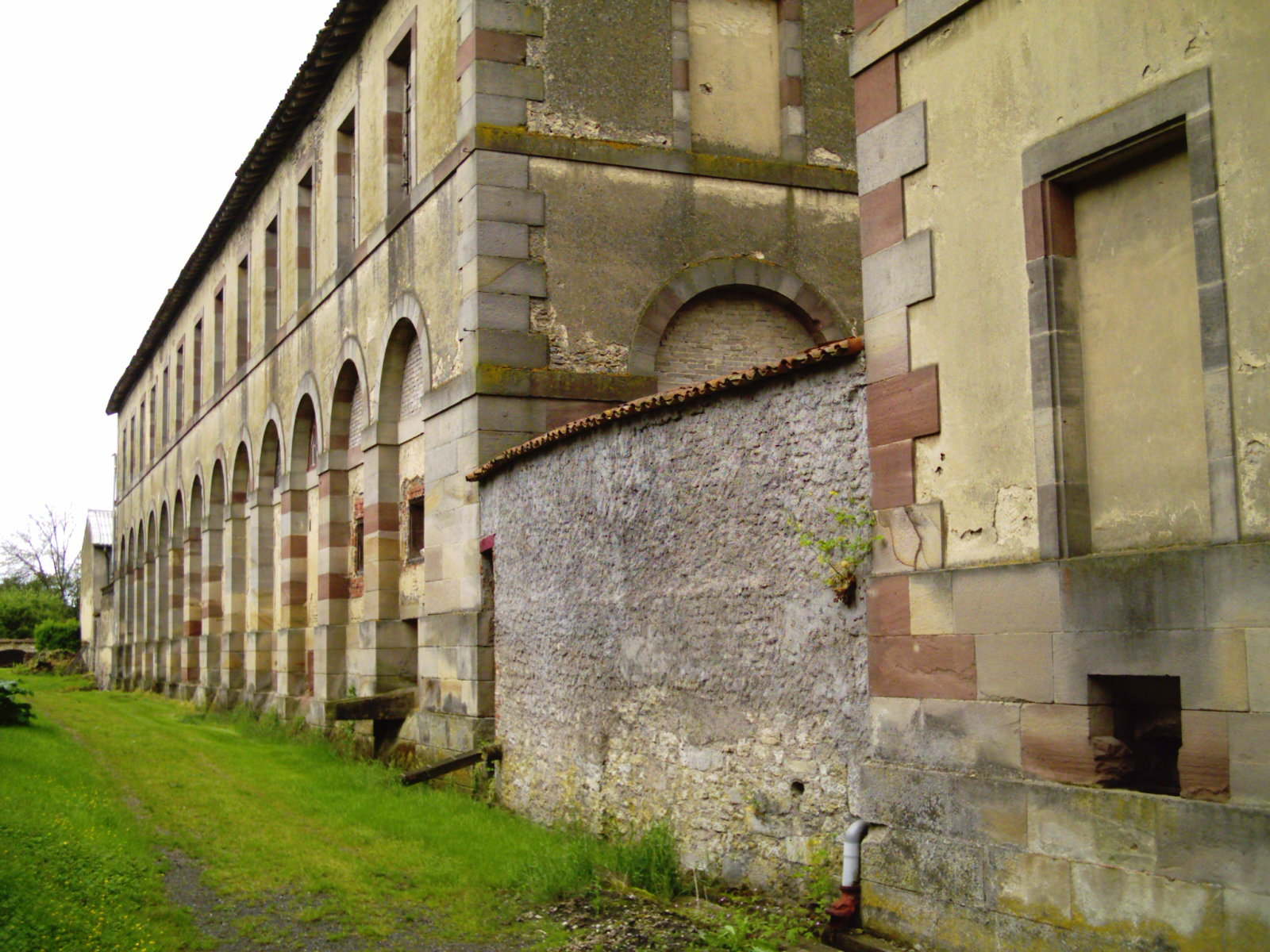
Arsenal
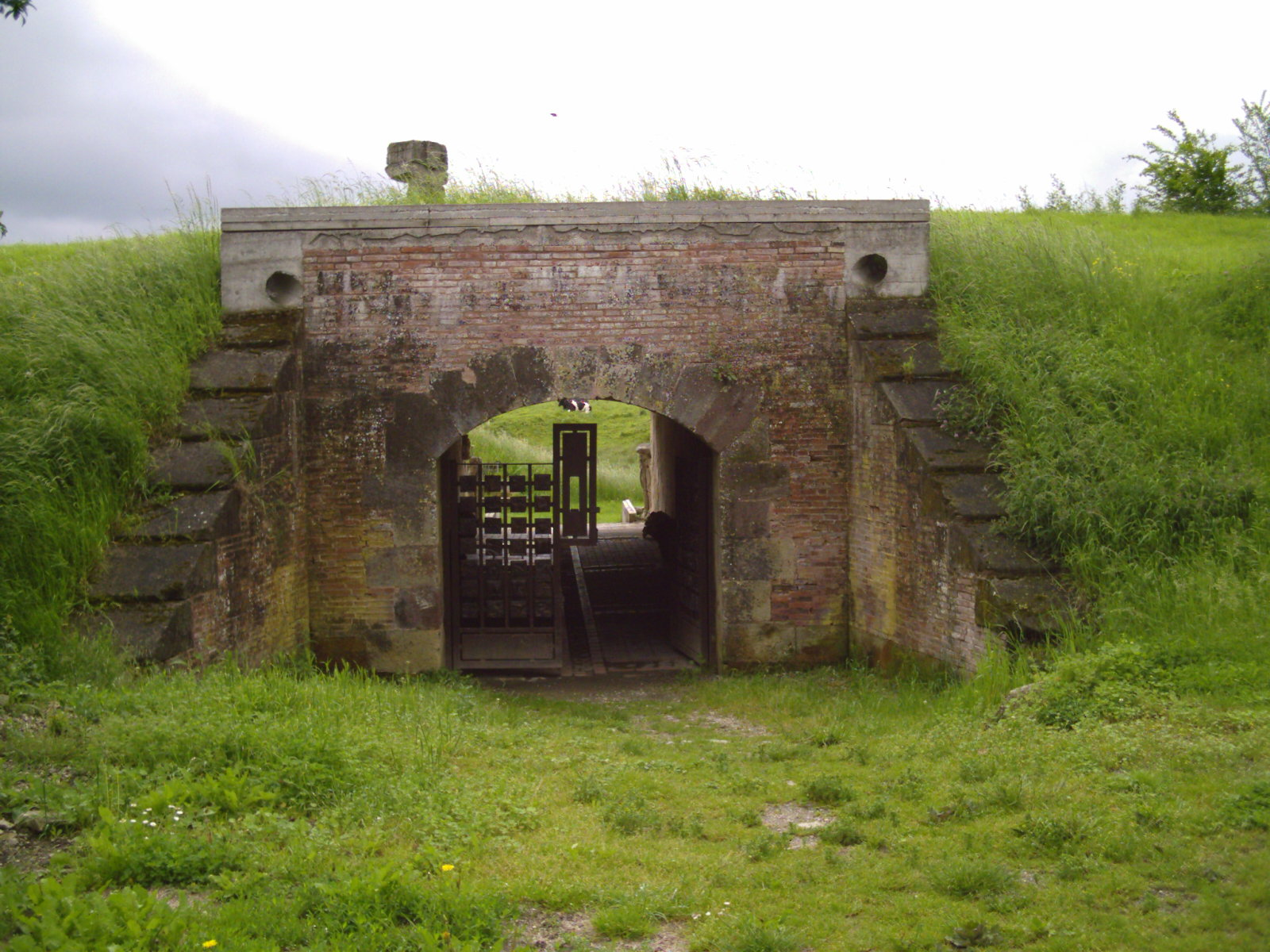
Poterne der Stadtbefestigung
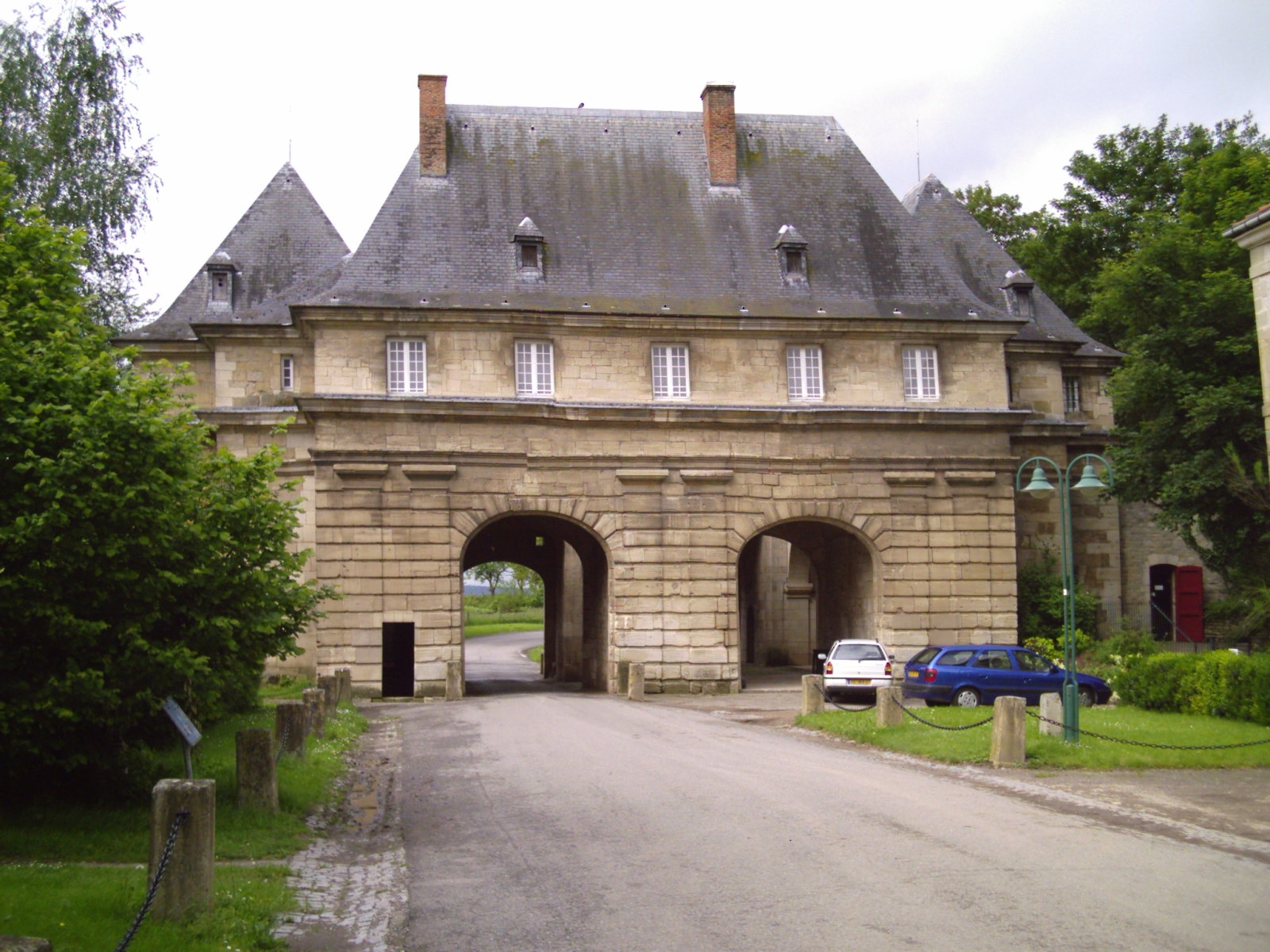
Stadttor La Porte de France (Innenansicht)

## Weinbau
Nachdem im benachbarten Vic-sur-Seille zu Beginn der 1980er Jahre mit dem Gris de Vic (Roséwein in Anlehnung an den Gris de Toul) der im Ersten Weltkrieg aufgegebene Weinbau im Saulnois eine Renaissance feierte, wurden unmittelbar darauf auch einige Weinberge am Südhang des Forêt de Bride bei Marsal wieder bepflanzt. Die Weine werden nur lokal vermarktet.